# Erich Nikowitz
Erich Nikowitz (20 febbraio 1906 – 26 agosto 1976) è stato un attore austriaco.

## Biografia
Nikowitz aveva già recitato nei primi anni '30 sotto Max Reinhardt al Theater in der Josefstadt, al cui ensemble apparteneva da decenni. Il suo primo ruolo cinematografico conosciuto fu quello del Giudice di Pace in Anton l'ultimo nel 1939, con Hans Moser nel ruolo principale. Nikowitz ha guadagnato fama internazionale interpretando l’arciduca Franz Karl – padre dell'Imperatore Francesco Giuseppe – nei tre film di Sissi.
La più grande popolarità nazionale ha raggiunto Erich Nikowitz come "Papa Leitner" nella famiglia Leitner, il primo successo di ascolti della giovane televisione austriaca (ORF), la cui serie durò dal 1958 al 1967.
Erich Nikowitz era sposato con l'attrice Elisabeth Markus dal 1965. Il suo ultimo luogo di riposo è al Cimitero Centrale di Vienna (Gruppo 18/Row 3/N. 41).

## Filmografia

### Cinema
- Canzone immortale (Unsterblicher Walzer), regia di E. W. Emo (1939)
- Anton, der Letzte, regia di E. W. Emo (1939)
- Meine Tochter lebt in Wien, regia di E. W. Emo (1940) - non accreditato
- Per tutta una vita (Ein Leben lang), regia di Gustav Ucicky (1940)
- Vecchia Vienna (Der liebe Augustin), regia di E. W. Emo (1940)
- Liebe ist zollfrei, regia di E. W. Emo (1941)
- Angeli senza felicità (Wen die Götter lieben), regia di Karl Hartl (1942)
- Singende Engel, regia di Gustav Ucicky (1947)
- The Mozart Story, regia di Karl Hartl (1948)
- Erzherzog Johanns große Liebe, regia di Hans Schott-Schöbinger (1950)
- La principessa Sissi (Sissi), regia di Ernst Marischka (1955)
- Sissi - La giovane imperatrice (Sissi - Die junge Kaiserin), regia di Ernst Marischka (1956)
- Destino di una imperatrice (Sissi - Schicksalsjahre einer Kaiserin), regia di Ernst Marischka (1957)
- Im Prater blüh'n wieder die Bäume, regia di Hans Wolff (1958)
- So ein Millionär hat's schwer, regia di Géza von Cziffra (1958)
- Autofahrer unterwegs, regia di Otto Ambros (1961)
- Das Mädel aus dem Böhmerwald, regia di August Rieger (1965)
- Il trionfo della casta Susanna (Frau Wirtin hat auch eine Nichte), regia di Franz Antel (1969)
- Andante, regia di Julio Bracho (1969)

### Televisione
- Adams Garten, regia di Werner Kraut - film TV (1958)
- Das Land des Lächelns, regia di Kurt Wilhelm - film TV (1961)
- Mit den besten Empfehlungen, regia di Herbert Fuchs e Hans Hollmann - film TV (1962)
- Der fidele Bauer, regia di Kurt Wilhelm - film TV (1962)
- Ein netter Kerl, regia di Hermann Lanske - film TV (1963)
- Tausend Worte Französisch, regia di Wolf Dietrich - film TV (1964)
- Ein schöner Herbst, regia di Karl Stanzl - film TV (1964)
- König Cymbelin, regia di Otto Anton Eder - film TV (1964)
- Familie Leitner - serial TV, 83 episodi (1958-1967)
- Gestrickte Spuren, regia di Georg Marischka - film TV (1971)